# سیکورسکی اس-۷۶
سیکورسکی اس-۷۶ (به انگلیسی: Sikorsky S-76) یک هلیکوپتر ساختِ کارخانهٔ سیکورسکی در کشور ایالات متحده آمریکا است که در سال ۱۹۷۷ ساخته شد. نخستین استفاده‌کنندهٔ این هواپیما بریستوو هلی‌کوپترز بوده است. این هلیکوپتر برای نخستین بار در ۱۳ مارس ۱۹۷۷ میلادی مورد استفاده قرار گرفت.